# NGC 7764A
NGC 7764A ist ein Galaxientriplett im Sternbild Phönix. Es ist schätzungsweise 400 Millionen Lichtjahre von der Milchstraße entfernt.
Die beiden Galaxien oben rechts im Bild scheinen aufgrund der langen Spuren von Sternen und Gas, die sich von beiden Galaxien ausbreiten, miteinander in Wechselwirkung zu stehen. Es ist auch unklar, ob die Galaxie unten links tatsächlich mit den beiden anderen in Wechselwirkung steht.